# 平安区
平安区是中华人民共和国青海省海东市下属的一个市辖区，是贫困县之一。与之接壤的县市有：东边乐都区，西边湟中县、西宁市，南边化隆县，北边隔湟水与互助县相望。面积769平方公里，总人口約12万人，以汉族为主。区政府驻平安街道平安大道199號。

## 主要历史
- 明清時期平戎驛、平戎城。
- 1979年3月，中共海东地委和海东地区行政公署正式设立，驻平安县平安镇。
- 2013年2月8日，国务院批复同意青海省撤销海东地区，设立地级海东市，駐樂都區。
- 2015年3月2日，国务院批准撤销平安县设立海东市平安区[2]。

## 行政区划
平安区下辖2个街道、1个镇、5个民族乡：
小峡街道、平安街道、三合镇、洪水泉回族乡、石灰窑回族乡、古城回族乡、沙沟回族乡和巴藏沟回族乡。

## 人口
根據第七次人口普查數據，截至2020年11月1日零時，平安區常住人口117883人。以漢族為主，還有回、藏、土等17個少數民族。

## 交通
- 109国道过境。